# تام کاتن
تامس برایِنْت کاتِن (انگلیسی: Thomas Bryant Cotton؛ زاده ۱۳ مهٔ ۱۹۷۷) سناتور ایالات متحده از آرکانزاس است. پیشتر نمایندهٔ حوزه انتخابیه چهارم آرکانزاس از جمهوری‌خواه در مجلس نمایندگان ایالات متحده آمریکا بود که ۶ ژانویه ۲۰۱۳ میلادی به‌عضویت این مجلس درآمد. کاتن نخستین کهنه سرباز جنگ عراق است که به عضویت سنا برگزیده می‌شود.
کاتن وکیل و کهنه سرباز ارتش آمریکاست. کاتن دارای لیسانس حکومت و جی دی از دانشگاه هاروارد است. الیزابت وارن در این دانشگاه به او درس داد. تام کاتن کاندید جمهوریخواه در انتخابات سنای ایالات متحده سال ۲۰۱۴ از آرکانزاس بود که با پیروزی بر سناتور مارک پرایر به عنوان سناتور برگزیده شد.

## سنای ایالات متحده
کاتن در اوت ۲۰۱۳ رسماً اعلام کرد سناتور وقت مارک پرایر را در انتخابات به چالش می‌کشد. استوارت روتنبرگ از رول کال پرایر را شکننده‌ترین نامزد برای انتخاب مجدد در انتخابات سال ۲۰۱۴ توصیف کرد. کاتن در انتخابات مورد حمایت نامزد انتخابات ریاست جمهوری میت رامنی، و سناتور مارکو روبیو قرار گرفت. رامنی برای کاتن در این ایالت مبارزهٔ انتخاباتی کرد.
در انتخابات سراسری ۲۰۱۴ کاتن پرایر را ۵۶٫۵٪ به ۳۹٫۵٪ شکست داد.
در انتخابات سال ۲۰۲۰، کاتن که رقیبی از حزب دمکرات نداشت با کسب ۶۶٫۵۷٪ از آرا برای یک دوره دیگر انتخاب شد.

### نامه به رهبران ایران
در ۸ مارس سال ۲۰۱۵، سناتور کاتن نامه‌ای خطاب به رهبران ایران نوشت و ارسال کرد که اظهار می‌داشت هر توافق هسته‌ای بدون تصویب کنگره، صرفاً تا پایان دورهٔ ریاست جمهوری باراک اوباما در سال ۲۰۱۷ اعتبار خواهد داشت و رئیس‌جمهور بعدی ممکن است آن را با یک حرکت قلم لغو کند. ۴۶ نفر دیگر از سناتورهای جمهوری‌خواه نیز این نامه را امضا کردند.

### پاسخ به ظریف
ظریف در سال نود و چهار و در بحبوحهٔ مذاکرات توافق هسته ای در دانشگاه نیویورک گفت: «در صورت توافق، گام‌های رفع تحریم‌ها احتمالاً چند هفته طول می‌کشد»، گفت «تمامی تحریم‌ها علیه ایران برداشته خواهد شد، خواه این موضوع باب میل سناتور «تام کاتن» باشد یا نباشد». پس از این موضوع کاتن در یک پست توییتری نوشت: «هی ظریف! شنیده‌ام که از من نام برده‌ای. اگر تا این اندازه مطمئن هستی، بیا دربارهٔ قانون اساسی (آمریکا) با یکدیگر بحث کنیم» «پیشنهاد من این است؛ در واشینگتن دی‌سی، هر زمانی که شما انتخاب کنی دیدار کنیم تا گزارشی از ظلم و ستم، خیانت و ترور ایران را مورد بحث قرار دهیم» و در بخشی دیگر نیز نوشت: «من متوجه شده‌ام در بیست سالگی، طی جنگ ایران و عراق در حالی که روستایی‌ها و کودکان کشته می‌شدند، تو در آمریکا پنهان شده بودی. این نشانه شجاعت نیست که وقتی کشور شما برای بقا می‌جنگید، در آمریکا پنهان شده بودید. این نشان می‌دهد این شخصیت ضعیف‌النفس هنوز وجود دارد».

## زندگی شخصی
کاتن در سال ۲۰۱۴ با وکیل انا پکام ازدواج کرد. این دو در بهار ۲۰۱۵ صاحب فرزند شدند.